# Roger Quilter

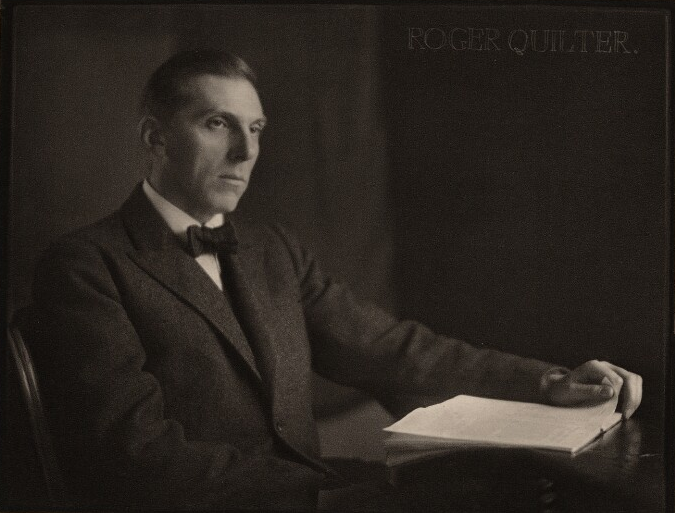
Roger Quilter ca. 1922

Roger Quilter (* 1. November 1877 in Hove; † 21. September 1953 in London) war ein englischer Komponist.

## Leben
Roger Quilter war das dritte von sieben Kindern Sir William Cuthbert Quilters, eines wohlhabenden Geschäftsmannes (u. a. 1881 Begründer der National Telephone Company), späteren Baronets und beachtlichen Kunstsammlers. Nach dem Besuch einer Privatschule wechselte Roger Quilter an das Eton College. 1893 begann er ein Musikstudium am Hoch’schen Konservatorium in Frankfurt am Main bei Iwan Knorr und Ernst Engesser. Seine Kommilitonen waren dort u. a. Percy Grainger (mit dem er auch später freundschaftlich verbunden blieb), Cyril Scott und Henry Balfour Gardiner (die mit ihm zur sogenannten Frankfurt Group zählten). 1898 kehrte er nach England zurück, und 1901 wurde sein op. 1, die Four Songs of the Sea, im Londoner Crystal Palace uraufgeführt.
Quilter arbeitete erfolgreich mit dem Tenor Gervase Elwes bis zu dessen Tod 1921 zusammen. Aus Gesundheitsgründen vom Militärdienst befreit, organisierte er in London während des Ersten Weltkrieges Konzertreihen in Krankenhäusern, wo er auch selbst als Liedbegleiter agierte. Aufgrund seiner Homosexualität hatte er verschiedentlich mit gesellschaftlichem Druck zu kämpfen, und nach dem Verlust seines Neffen während des Zweiten Weltkrieges verfiel er schließlich einer Geisteskrankheit.
Quilter verstarb in seinem Heim im Londoner Distrikt St John’s Wood. Trotz körperlich-geistiger Hinfälligkeit konnte er noch einem von der BBC eigens zu seinem 75. Geburtstag veranstalteten Konzert beiwohnen.

## Werk
Quilters Reputation in England beruht hauptsächlich auf seinen rund 120 Liedern. Sein Liedschaffen wurde Bestandteil des Kanons englischer Kunstlieder, die bis heute gesungen werden. Zu Quilters populärsten Liedern gehören Love's Philosophy, Come Away Death, Weep You No More und By the Sea, außerdem die Fassung von O Mistress Mine. Daneben war er Schöpfer überwiegend leichtfüßig-unterhaltsamer Orchestermusik, etwa der Children’s Overture, in die Melodien aus Kinderreimen verwoben sind, oder der Suite Where the Rainbow Ends. Er beeinflusste verschiedene englische Komponisten, darunter Peter Warlock.

## Werkauswahl
- Songs of the Sea (1901)
- Where the Rainbow Ends (Schauspielmusik) (1911)
- Love at the Inn (Oper)
- Five English Love Lyrics
- A Children’s Overture
- Five Jacobean Lyrics
- Seven Elizabethan Lyrics (1908)